# Sarsarietellus natalis
Sarsarietellus natalis is een eenoogkreeftjessoort uit de familie van de Arietellidae. De wetenschappelijke naam van de soort is voor het eerst geldig gepubliceerd in 1993 door Heinrich.